# Der Betatest
Der Betatest (Originaltitel The Beta Test) ist ein Thriller von Jim Cummings und PJ McCabe, der im Juni 2021 im Rahmen der Internationalen Filmfestspiele Berlin in der Sektion Encounters vorgestellt wurde und Anfang November 2021 in die US-Kinos kam.

## Handlung
Jordan Hines arbeitet in einer Talentagentur in Hollywood und will demnächst heiraten. Als Hines eine mysteriöse Nachricht erhält, in der er zu einem sexuellen Stelldichein eingeladen wird, er jedoch keine Ahnung hat, von wem die Nachricht stammt, gerät seine Welt aus den Fugen.
Er folgt der Einladung, bei der beide eine Augenmaske tragen sollten, und wagt es erst im Gehen, diese abzusetzen. Zunächst glaubt er, es handle sich um eine Frau, die er kennt. Seine Bemühungen, deren Identität zu ermitteln, scheitern jedoch zunächst. Erst über das seltene Papier der Briefumschläge und deren Kreditkartenabrechnung findet er heraus, dass ein Computerfreak das Rendezvous zwischen gegenseitig unbekannten Personen organisiert hatte, um für die nachträgliche Mitteilung der Identitäten Geld zu verlangen. Jordan will den Mann gewaltsam dazu zwingen, ihm die Identität der Frau zu offenbaren, doch dieser löscht stattdessen alle vorhandenen Daten. Als Jordans Frau an seinem veränderten Verhalten verzweifelt, berichtet er ihr endlich von seinen Erlebnissen.

## Produktion

### Filmstab und Hintergrund
Regie führten Jim Cummings und PJ McCabe, die auch das Drehbuch schrieben. Als Hintergrund für die Geschichte wählten sie einen Hollywood-internen Streit um die Rechte von Drehbuchautoren. Dieser ging so weit, dass deren Gewerkschaft, die Writers Guild of America, im Jahr 2019 eine Klage gegen vier große Filmagenturen und deren Praxis des „Film Packaging“ von Agenturen anstrengte. Sie führten mit 11 Mitgliedern der Agenturszene Gespräche, die in diese Streitigkeiten involviert waren. Einige von ihnen sind noch heute Agenten, obwohl die meisten von ihnen inzwischen ihre eigenen Produktionsfirmen gegründet haben. Der Film wurde vollständig Crowdfunding-finanziert.

### Besetzung und Dreharbeiten

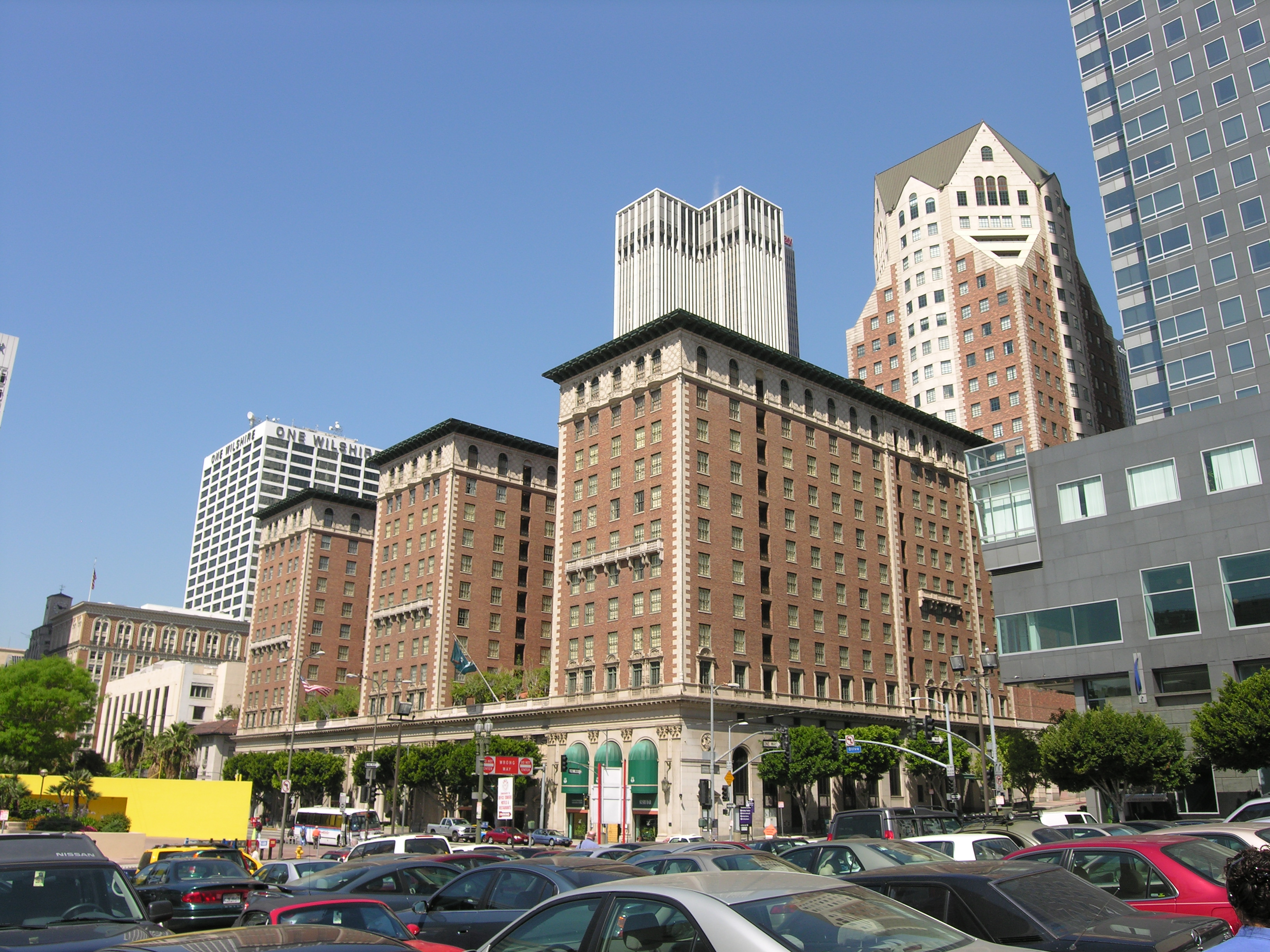
Die Dreharbeiten fanden in Los Angeles statt, so in der Gegend um das Biltmore Hotel

Cummings und McCabe sind in dem Thriller neben Olivia Applegate und Virginia Newcomb auch in den beiden männlichen Hauptrollen zu sehen, Cummings als Talentagent Jordan Haynes, als McCabe dessen Geschäftspartner PJ Pruitt.
Die Dreharbeiten fanden in Los Angeles statt, überwiegend in Downtown, so in der Gegend um das Biltmore Hotel. Als Kameramann fungierte Kenneth Wales. Den Filmschnitt übernahm Cummings selbst.

### Veröffentlichung
Der Film wurde am 18. Juni 2021 beim Berlinale Summer Special in der Sektion Encounters vorgestellt, in Anwesenheit der angereisten Regisseure Cummings und McCabe. Im August 2021 wurde er beim Fantasia International Film Festival gezeigt. Im Oktober 2021 wurde er beim San Diego International Film Festival vorgestellt, im November beim Sydney Film Festival. Der Start in den US-Kinos erfolgte am 5. November 2021. Seine Premiere feierte der Film bereits am 11. Juni 2021 beim Tribeca Film Festival.

## Rezeption

### Kritiken
Der Film konnte 92 Prozent aller Kritiker bei Rotten Tomatoes überzeugen und erhielt hierbei eine durchschnittliche Bewertung mit 7 von 10 möglichen Punkten.

### Auszeichnungen
Edinburgh International Film Festival 2021
- Nominierung für den Publikumspreis[17]

Internationale Filmfestspiele Berlin 2021
- Nominierung in der Sektion Encounters

Tribeca Film Festival 2021
- Nominierung in der Sektion Viewpoints[18]